# Craugastor evanesco
Espèce
Craugastor evanesco est une espèce d'amphibiens de la famille des Craugastoridae.

## Répartition
Cette espèce est endémique du Panama. Elle se rencontre de El Copé à Río Indio Arriba sur le versant atlantique de la Serranía de Tabasará.

## Publication originale
- Ryan, Savage, Lips & Giermakowski, 2010 : A new species of the Craugastor rugulosus series (Anura: Craugastoridae) from west-central Panama. Copeia, vol. 2010, p. 405-409.